# Agnès Martin-Lugand

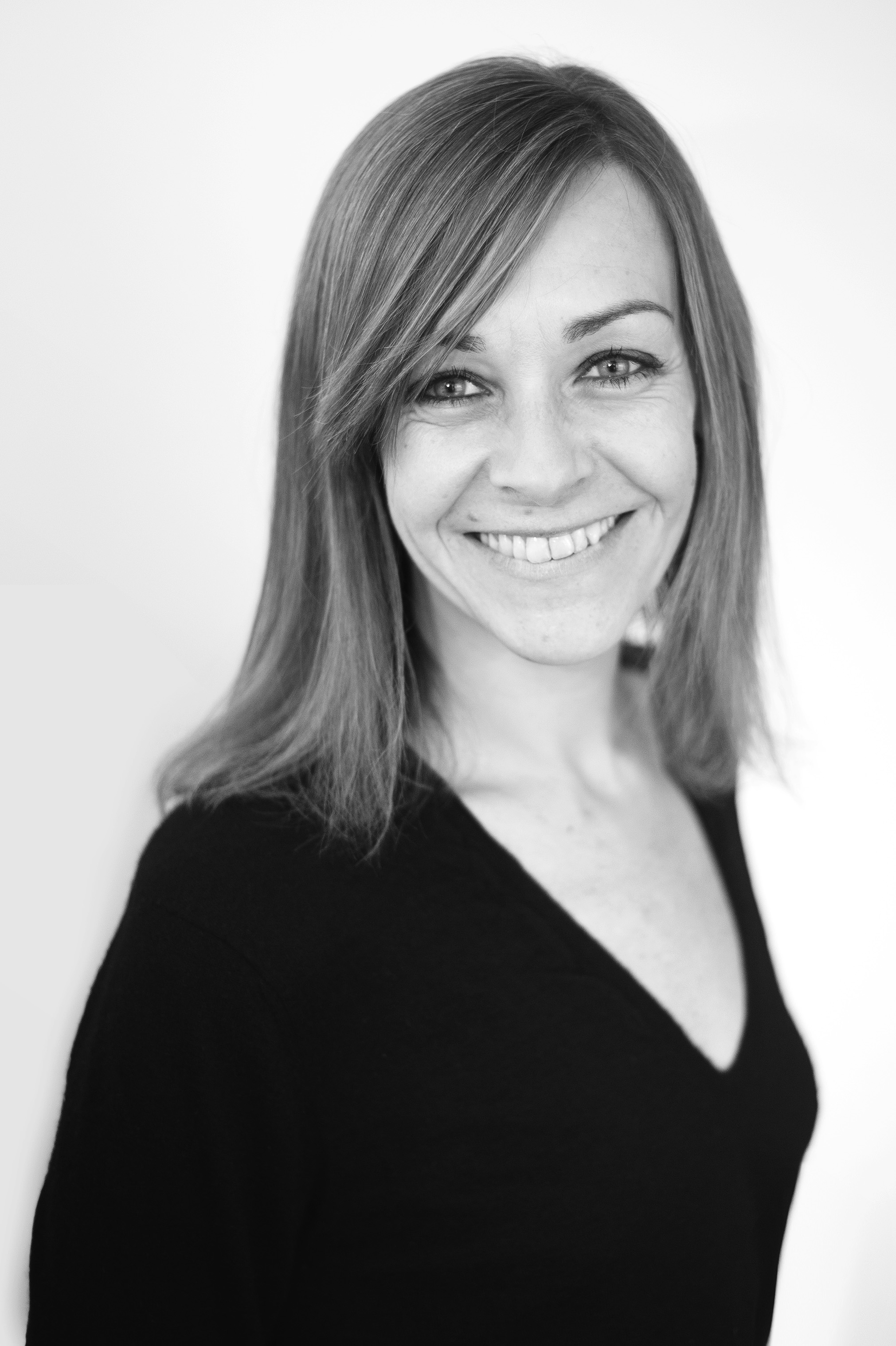
Agnès Martin-Lugand, 2017

Agnès Martin-Lugand (* 22. Juli 1979 in Saint-Malo) ist eine französische Romanautorin. Sie lebt in Saint-Malo.
Seit ihrem ersten Roman Les gens heureux lisent et boivent du café (deutscher Titel Glückliche Menschen küssen auch im Regen) gehört sie zu den Top 10 der Lieblingsautoren der Franzosen.

## Leben und Werk
Agnès Martin-Lugand hat Psychologie in Rennes studiert. Nachdem sie als Psychologin in einer Kinderkrippe und in einem Kinderheim gearbeitet hatte, wurde sie sich ihrer literarischen Berufung bewusst. Sie veröffentlichte ihren ersten Roman Les gens heureux lisent et boivent du café im Selbstverlag bei Amazon am 25. Dezember 2012.
Die Éditions Michel Lafon veröffentlichten Les gens heureux lisent et boivent du café im Juni 2013. Der Roman wurde in Frankreich ein großer Erfolg.
Seit 2017 nimmt Agnès Martin-Lugand an den kollektiven Sammelbänden Treize à table bei Pocket teil, die zugunsten der Restos du cœur herausgegeben werden.
In ihren Romanen greift Agnès Martin-Lugand verschiedene gesellschaftliche Themen auf, die ihr am Herzen liegen:
- Trauer (Les gens heureux lisent et boivent du café)[8]
- Wiederaufbau (La vie est facile, ne t'inquiète pas)[9]
- Lebensentscheidungen und Erfüllung (Entre mes mains le bonheur se faufile)[10]
- Arbeitssucht (Désolée, je suis attendue)
- Ehrgeiz (J'ai toujours cette musique dans la tête)[11]
- Ehebruch (À la lumière du petit matin)[12]
- Familiengeheimnisse (Une évidence)

Musik ist für den kreativen Prozess von Agnès Martin-Lugand unerlässlich. Jede Szene wird auf der Grundlage einer Musik, eines Titels geschrieben. Jeder der elf Romane von Agnès Martin-Lugand hat eine eigene Playlist. Agnès Martin-Lugand hat für ihr Roman La Déraison musikalische Lesungen auf der Pariser Buchmesse 2022 veranstaltet.

## Romane
- 2013: Les gens heureux lisent et boivent du café, Éditions Michel Lafon, ISBN 978-2-749-91998-0
  - dtsch: Glückliche Menschen küssen auch im Regen, Blanvalet-Verlag, 2015, ISBN 978-3-764-50528-8[15]
- 2014: Entre mes mains le bonheur se faufile, Éditions Michel Lafon, ISBN 978-2-749-92209-6
  - dtsch: Das kleine Atelier der Mademoiselle Iris, Blanvalet-Verlag, 2018, ISBN 978-3-734-10688-0
- 2015: La vie est facile, ne t'inquiète pas, Éditions Michel Lafon,  ISBN 978-2-749-92386-4
  - dtsch: Abschiedsküsse zählt man nicht, Blanvalet-Verlag, 2018, ISBN 978-3-734-10526-5[16]
- 2016: Désolée, je suis attendue, Éditions Michel Lafon, ISBN 978-2-749-92387-1
- 2017: J'ai toujours cette musique dans la tête, Éditions Michel Lafon, ISBN 978-2-749-92901-9[17]
- 2018: À la lumière du petit matin, Éditions Michel Lafon, ISBN 978-2-749-92902-6
- 2019: Une évidence, Éditions Michel Lafon, ISBN 978-2-7499-3477-8
- 2020: Nos résiliences, Éditions Michel Lafon, ISBN 978-2-7499-3478-5
- 2021: La Datcha, Éditions Michel Lafon, ISBN 978-2-7499-4163-9[18]
- 2022: La Déraison, Éditions Michel Lafon, ISBN 978-2-7499-4164-6
- 2023: L'Homme des Mille Détours, Éditions Michel Lafon, ISBN 978-2-749-95063-1
- 2025: Les Renaissances, Éditions Michel Lafon, ISBN 978-2-749-95064-8

## Kurzgeschichten (Auswahl)
- Merci la maîtresse, 13 à table 2017, Paris, Pocket, Nr. 16745, S. 163–190, ISBN 978-2-266-27126-4
- Le monde est petit, 13 à table 2018. Paris, Pocket Nr. 17059, ISBN 978-2-266-27952-9
- La Crémaillère, 13 à table 2019. Paris, Pocket Nr. 17272, ISBN 978-2-266-28641-1
- Un voyage dans le temps, 13 à table 2020, Paris, Pocket Nr. 17728, ISBN 978-2-266-30550-1
- Des lettres oubliées, 13 à table 2021, Paris, Pocket Nr. 18272, S. 171–190, ISBN 978-2-266-30754-3
- Le Coup de folie des vacances, dans 13 à table 2022, Paris, Pocket Nr. 18272, ISBN 978-2-266-31648-4
- Le Choix du monde, dans 13 à table 2023, Paris, Pocket Nr. 18566, S. 149–160, ISBN 978-2-266-32330-7
- Où en serions-nous aujourd'hui, dans 13 à table 2024, Paris, Pocket, ISBN 978-2-266-33859-2
- On ne savait pas comment vous le dire, dans 13 à table 2025, Paris, Pocket, ISBN 978-2-266-34491-3

## Jugend
- 2021: Le Voleur de sapins, Illustrationen von Sess, Paris, Michel Lafon, Kollektion Une histoire et Oli, adaptiert vom gleichnamigen Podcast, in Koedition mit France Inter, ISBN 978-2-7499-4847-8

## Preise und Auszeichnungen
- 2021: Preis der Buchhändler Les Petit Mots des libraires für La Datcha[19]

- 2023: Palanges-Preis für La Déraison[20]